# برت کالن
برت کالن (انگلیسی: Brett Cullen؛ زادهٔ ۲۶ اوت ۱۹۵۶) یک هنرپیشه اهل ایالات متحده آمریکا است. وی از سال ۱۹۷۹ میلادی تاکنون مشغول فعالیت بوده‌است. وی در ۲۶ آگوست ۱۹۵۶ در هوستون، تگزاس متولد شد.
مادرش کاترین و پدرش لوسین هیو کالن، مدیر صنعت نفت بود و خانوادهٔ آنان، یکی از تأثیرگزارترین، مشهورترین و ثروتمندترین خانواده‌های کارکنان نفت در تاریخ صنعت نفت تگزاس بوده‌اند. وی در سال ۱۹۷۴ از دبیرستان مدیسون در هوستون فارغ‌التحصیل شد و سپس در دانشگاه هوستون به ادامه تحصیل پرداخته و در نهایت در سال ۱۹۷۹ فارغ‌التحصیل شد و در سال ۲۰۱۲ نیز توانست جایزهٔ دانش آموختهٔ برجستهٔ دانشگاه هوستون را کسب کند.

## گزیدهٔ نقش‌آفرینی‌ها

### سینما
- نگاره
- بی‌مصرف‌ها
- فریب
- آپولو ۱۳
- وایات ارپ
- چیزی برای گفتن
- آب‌های کم‌عمق
- ۴۲
- فراری‌ها
- سحرگاه سرخ
- روسپی‌خانه
- امنیت ملی
- جایگزین‌ها
- با شمشیر
- نانسی درو
- سوراخ
- گوست رایدر
- مونته کارلو
- دشت سوزان
- سفر گناه
- جوکر
- زندگی قبل از چشمان او

### تلویزیون
- نارکس
- زیر گنبد
- بال غربی
- لاست
- خسارت
- فهرست سیاه
- کارآگاه حقیقی
- خدمتکاران حیله‌گر
- مظنون